# 段昭儀 (北斉)
昭儀段氏（しょうぎ だんし、生没年不詳）は、中国北斉の文宣帝高洋の昭儀（妾妻）。
東魏の段栄の娘として生まれた。段韶の妹にあたる。明敏な美女と謳われた。
東魏時代の高洋と段氏の新婚の夜に、段韶の妻の元渠姨は「鬧洞房」の風習にならって高洋に悪ふざけをした。高洋は怒り、段韶に「お前の妻を殺したい」とまで言った。元渠姨は恐れて婁昭君（高洋の母で段韶の叔母）の家へ逃げ、二度と高洋に会わなかった。
550年（武定8年/天保元年）、高洋は北斉を建てた。この時、宗室の高徳正らは「漢人女性は正宮の資格を欠きます」と諫言し、高洋の正妻だった李祖娥でなく段氏を皇后に強く推した。一方、楊愔らは「漢・魏（北魏）の故事により、本妻を廃位してはなりません」と反論した。結局、李祖娥は皇后になったが、段氏は皇后とほとんど等しい待遇を受けた。
後主高緯の時代、段氏は録尚書事の唐邕と再婚した。

## 伝記資料
- 『北斉書』后妃伝